# جیوان آبراهامیان
جیوان زاونی آبراهامیان (ارمنی: Ջիվան Զավենի Աբրահամյան؛ زادهٔ ۶ ژوئیهٔ ۱۹۶۱ - درگذشته ۲۰ ژوئیهٔ ۱۹۹۱) یک  فرد نظامی اهل ارمنستان بود.

## زندگی‌نامه
در ۶ ژوئیهٔ ۱۹۶۱ در ایروان به دنیا آمد . وی همچنین برنده قهرمان ملی ارمنستان و مدال شجاعت (روسیه) شده است. وی در ۲۰ ژوئیهٔ ۱۹۹۱ در سن ۳۰ سالگی در ورین شن درگذشت و در یرابلور به خاک سپرده شد.

## نگارخانه

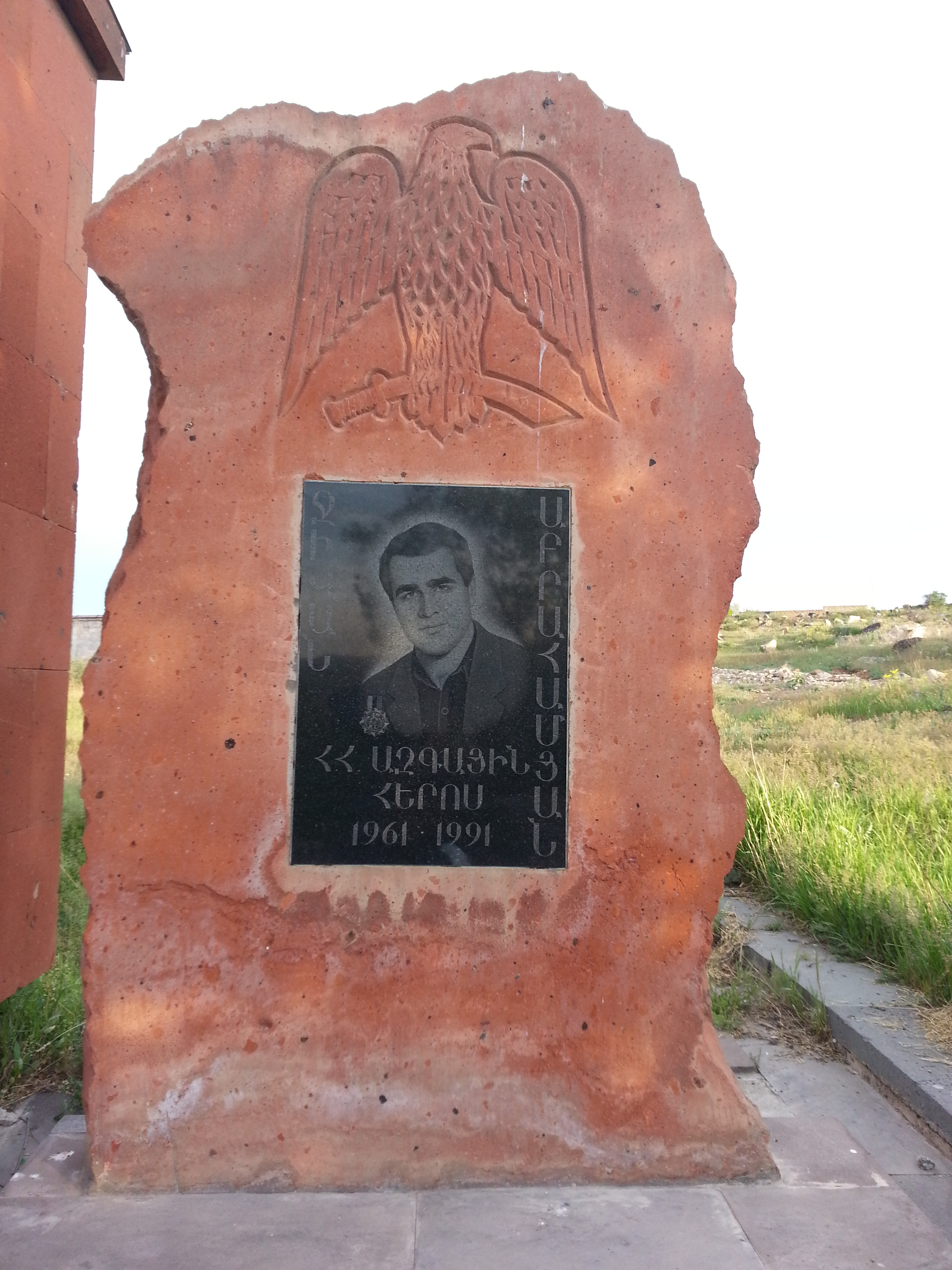
آرامگاه جیوان آبراهامیان